# Grande Prêmio da Austrália de 2005
O Grande Prêmio da Austrália de 2005 foi uma corrida de Fórmula 1 realizada em 6 de março de 2005 no Circuito de Melbourne. Esta foi a primeira etapa da temporada de 2005, tendo como vencedor o italiano Giancarlo Fisichella.

## Resumo
- Primeira corrida da equipe, Red Bull Racing e também os primeiros pontos.
- Estreias de David Coulthard e Christian Klien pela Red Bull Racing, de Juan Pablo Montoya pela McLaren, de Ralf Schumacher pela Toyota, de Nick Heidfeld pela Williams e de Jacques Villeneuve pela Sauber.
- Estreias de Patrick Friesacher, Narain Karthikeyan, Christijan Albers e Tiago Monteiro.

## Pilotos de sexta-feira
| Construtor        | Nº | Piloto            |
| ----------------- | -- | ----------------- |
| McLaren-Mercedes  | 35 | Pedro de la Rosa  |
| Sauber-Petronas   | 36 | Can Artam         |
| Red Bull-Cosworth | 37 | Vitantonio Liuzzi |
| Toyota            | 38 | Ricardo Zonta     |
| Jordan-Toyota     | 39 | Robert Doornbos   |
| Minardi-Cosworth  | 40 | Juan Cruz Álvarez |

## Classificação

### Treinos oficiais
| Pos.   | Nº | Piloto               | Equipe            | Q1        | Q2        | Q1+Q2     | Grid |
| ------ | -- | -------------------- | ----------------- | --------- | --------- | --------- | ---- |
| 1      | 6  | Giancarlo Fisichella | Renault           | 1:33.171  | 1:28.289  | 3:01.460  | 1    |
| 2      | 16 | Jarno Trulli         | Toyota            | 1:35.270  | 1:29.159  | 3:04.429  | 2    |
| 3      | 7  | Mark Webber          | Williams-BMW      | 1:36.717  | 1:28.279  | 3:04.996  | 3    |
| 4      | 11 | Jacques Villeneuve   | Sauber-Petronas   | 1:36.984  | 1:29.862  | 3:06.846  | 4    |
| 5      | 14 | David Coulthard      | Red Bull-Cosworth | 1:38.320  | 1:28.892  | 3:07.212  | 5    |
| 6      | 15 | Christian Klien      | Red Bull-Cosworth | 1:37.486  | 1:29.991  | 3:07.477  | 6    |
| 7      | 8  | Nick Heidfeld        | Williams-BMW      | 1:39.717  | 1:29.413  | 3:09.130  | 7    |
| 8      | 3  | Jenson Button        | BAR-Honda         | 1:41.512  | 1:30.616  | 3:12.128  | 8    |
| 9      | 10 | Juan Pablo Montoya   | McLaren-Mercedes  | 1:45.325  | 1:29.320  | 3:14.645  | 9    |
| 10     | 9  | Kimi Räikkönen       | McLaren-Mercedes  | 1:44.997  | 1:30.561  | 3:15.558  | 10   |
| 11     | 2  | Rubens Barrichello   | Ferrari           | 1:45.481  | 1:31.341  | 3:16.822  | 11   |
| 12     | 19 | Narain Karthikeyan   | Jordan-Toyota     | 1:44.357  | 1:32.735  | 3:17.092  | 12   |
| 13     | 5  | Fernando Alonso      | Renault           | 1:47.708  | 1:29.758  | 3:17.466  | 13   |
| 14     | 18 | Tiago Monteiro       | Jordan-Toyota     | 1:46.846  | 1:33.483  | 3:20.329  | 14   |
| 15     | 17 | Ralf Schumacher      | Toyota            | 1:51.495  | 1:31.222  | 3:22.717  | 15   |
| 16     | 20 | Patrick Friesacher   | Minardi-Cosworth  | 1:50.864  | 1:37:499  | 3:28.363  | 16   |
| 17     | 21 | Christijan Albers    | Minardi-Cosworth  | 1:49.230  | sem tempo | sem tempo | 17   |
| 18     | 1  | Michael Schumacher   | Ferrari           | 1:57.931  | sem tempo | sem tempo | 19†  |
| 19     | 12 | Felipe Massa         | Sauber-Petronas   | sem tempo | sem tempo | sem tempo | 18   |
| 20     | 4  | Takuma Sato          | BAR-Honda         | sem tempo | sem tempo | sem tempo | 20†  |
| Fonte: |    |                      |                   |           |           |           |      |

- † Michael Schumacher e Takuma Sato foram punidos por trocarem o motor.

### Corrida
| Pos.   | Nº | Piloto               | Construtor        | Voltas | Tempo/Diferença | Grid | Pontos |
| ------ | -- | -------------------- | ----------------- | ------ | --------------- | ---- | ------ |
| 1      | 6  | Giancarlo Fisichella | Renault           | 57     | 1:24:17.336     | 1    | 10     |
| 2      | 2  | Rubens Barrichello   | Ferrari           | 57     | + 5.553         | 11   | 8      |
| 3      | 5  | Fernando Alonso      | Renault           | 57     | + 6.712         | 13   | 6      |
| 4      | 14 | David Coulthard      | Red Bull-Cosworth | 57     | + 16.131        | 5    | 5      |
| 5      | 7  | Mark Webber          | Williams-BMW      | 57     | + 16.908        | 3    | 4      |
| 6      | 10 | Juan Pablo Montoya   | McLaren-Mercedes  | 57     | + 35.033        | 9    | 3      |
| 7      | 15 | Christian Klien      | Red Bull-Cosworth | 57     | + 38.997        | 6    | 2      |
| 8      | 9  | Kimi Räikkönen       | McLaren-Mercedes  | 57     | + 39.633        | 10   | 1      |
| 9      | 16 | Jarno Trulli         | Toyota            | 57     | + 1:03.108      | 2    |        |
| 10     | 12 | Felipe Massa         | Sauber-Petronas   | 57     | + 1:04.393      | 18   |        |
| Ret    | 3  | Jenson Button        | BAR-Honda         | 56     | + 1 volta       | 8    |        |
| 12     | 17 | Ralf Schumacher      | Toyota            | 56     | + 1 volta       | 15   |        |
| 13     | 11 | Jacques Villeneuve   | Sauber-Petronas   | 56     | + 1 volta       | 4    |        |
| Ret    | 4  | Takuma Sato          | BAR-Honda         | 55     | + 2 voltas      | 20   |        |
| 15     | 19 | Narain Karthikeyan   | Jordan-Toyota     | 55     | + 2 voltas      | 12   |        |
| 16     | 18 | Tiago Monteiro       | Jordan-Toyota     | 55     | + 2 voltas      | 14   |        |
| 17     | 20 | Patrick Friesacher   | Minardi-Cosworth  | 55     | + 4 voltas      | 16   |        |
| Ret    | 1  | Michael Schumacher   | Ferrari           | 42     | Acidente        | 19   |        |
| Ret    | 8  | Nick Heidfeld        | Williams-BMW      | 42     | Acidente        | 7    |        |
| Ret    | 21 | Christijan Albers    | Minardi-Cosworth  | 16     | Câmbio          | 17   |        |
| Fonte: |    |                      |                   |        |                 |      |        |

## Tabela do campeonato após a corrida
| Pos.   | Piloto               | Pontos |
| ------ | -------------------- | ------ |
| 1      | Giancarlo Fisichella | 10     |
| 2      | Rubens Barrichello   | 8      |
| 3      | Fernando Alonso      | 6      |
| 4      | David Coulthard      | 5      |
| 5      | Mark Webber          | 4      |
| Fonte: |                      |        |

| Pos.   | Equipe            | Pontos |
| ------ | ----------------- | ------ |
| 1      | Renault           | 16     |
| 2      | Ferrari           | 8      |
| 3      | Red Bull-Cosworth | 7      |
| 4      | Williams-BMW      | 4      |
| 5      | McLaren–Mercedes  | 4      |
| Fonte: |                   |        |

- Nota: Somente as primeiras cinco posições estão listadas.